# Кордицепс
Кордице́пс (лат. Cordyceps, от cord — булава и ceps — голова) — род спорыньёвых грибов, пиреномицеты, паразитирующие на определённых видах насекомых.
В природе встречается более 400 различных видов кордицепсов, некоторые из них:
- Кордицепс китайский (Cordyceps sinensis)[2],
- Кордицепс бугорчатый,
- Кордицепс военный,
- Кордицепс грациозный,
- Кордицепс офиоглоссовидный,
- Кордицепс японский.

## Этимология названия
Род назван по одному из представителей, кордицепсу китайскому, который в свою очередь получил название за характерный вид плодового тела, напоминающего булаву. Cordyceps — сочетание латинских слов: cord — «булава» и ceps — «голова».

## Таксономия
В род Кордицепс входят два подрода (клады):
- Cordyceps[4];
- Cordylia[5].

Ранее в роде выделялась также Epichloe, но теперь это отдельный род Epichloë.

## Описание
Кордицепс широко распространён в мире (ареал соответствует таковому насекомых — хозяев этого паразита). Тем не менее наибольшее видовое разнообразие род проявляет в тропических регионах.
Некоторые представители рода (например, кордицепс китайский) получили широкую известность в связи с влиянием на поведение насекомых, на которых они паразитируют, хотя наиболее известный из них, паразитирующий на муравьях, относится к другому семейству (Ophiocordycipitaceae).

## Использование и результаты
Некоторые виды рода Кордицепс содержат вещества с представляющими интерес биологическими и фармакологическими свойствами, например кордицепин (cordycepin). Анаморфа вида Cordyceps subsessilis (Tolypocladium inflatum) является сырьём для получения иммунодепрессанта циклоспорина.
В китайской народной медицине считается тоником, афродизиаком и омолаживающим средством. Также (вместе с мёртвыми телами насекомых — хозяев паразита) входит в состав некоторых китайских блюд.
Большую популярность продукт получил в Китае после победы в 1993 году[где?] двух китайских легкоатлетов, якобы употреблявших кордицепс.
Большое число медицинских исследований, описывающих эффективность препарата кордицепса, выполнены китайскими учеными. Данные исследования критикуются за низкий уровень исполнения, нарушения научной методологии и отсутствие или недостаточность участников. В биологическом и биотехнологическом сообществе подобные исследования либо вызывают критику, либо откровенно называются мифами.
Ввиду большого спроса на китайском рынке и стоимости, достигавшей 25 тысяч евро за 1 кг на 2008 год, рынок наводнили имитации и подделки других видов кордицепсов, в том числе и ядовитые виды, вызывающие сильные отравления.
Настоящие исследования кордицепса начались только с 2008 года, хотя биологически активные вещества этого гриба начали выделять намного раньше.

## В культуре
- В серии игр The Last of Us и в основанном на ней одноимённом телесериале мутировавший кордицепс стал причиной зомби-апокалипсиса.
- В романе Майка Кэри[англ.] «Дары Пандоры[англ.]»[14] и основанном на нём фильме «Новая эра Z» кордицепс привёл к пандемии, превратив бо́льшую часть населения в зомби.
- В книге российского фантаста Александра Рудазова «Зверолов» описывается паразитический гриб, поражающий нервную систему. В книге этот организм назван «Кордицепс лорелейский».
- В фантастическом фильме Арсения Сюхина «Кольская сверхглубокая» (2020) причиной заражения сотрудников Кольской сверхглубокой скважины неизвестной болезнью стал некий внутриклеточный паразит, представляющий собой форму плесени, который один из героев фильма сравнил с кордицепсом.